# Leiomyza dudai
Leiomyza dudai is een vliegensoort uit de familie van de Asteiidae. De wetenschappelijke naam van de soort is voor het eerst geldig gepubliceerd in 1956 door Sabrosky.